# Gonomyia diabarica
Gonomyia diabarica är en tvåvingeart som beskrevs av Evgenyi Nikolayevich Savchenko 1972. Gonomyia diabarica ingår i släktet Gonomyia och familjen småharkrankar. Inga underarter finns listade i Catalogue of Life.